# 日本仁侠伝 血祭り喧嘩状
『日本仁侠伝 血祭り喧嘩状』（にほんにんきょうでんちまつりけんかじょう）は、1966年4月10日に公開された日活制作の任侠映画である。監督は舛田利雄。

## あらすじ
明治末期から昭和にかけて房州のこの地を治めていた黒岩家を、ひとりの青年が訪ねてきた。背中一面に獅子と緋牡丹の彫刻を施したこの男は、緋牡丹の銀次郎とも呼ばれ、東京の名家の出身でありながら、自らヤクザの世界に飛び込んだ変わり者である。その日から銀次郎は黒岩家で同居を始めることになるが、組長の金助が悪事を働くヤクザであることを知る。一方で、銀次郎の面倒をよく見てくれる部下の宮川とは仲が良く、やがて二人は兄弟のような固い絆で結ばれるようになる。
ある日、黒岩組が営業していた造船所の賭場を白浜組が襲撃した。駆けつけた銀次郎は、上司の金助に襲いかかる般若の面を真っ二つに切り裂いた。次の瞬間、仮面の下から白浜組女組長・小春の美しい顔が現れた。その後、銀次郎は女性の顔に刃傷を負わせた自分の愚かさと、宮川の謎の死を思い返し、黒岩組を離れ、ほぼ無一文で旅に出ることを決意する。しかしその頃、幻のマスターピストル使い・セイジが敵として「緋牡丹男」を探していた。

## 配役
- 高橋英樹 : 緋牡丹の銀次郎
- 宍戸錠 : 幻の清次
- 藤竜也 : 弟・宮川
- 芦川いづみ : 白浜の小春
- 和泉雅子 : 妹玉枝
- 小高雄二 : 代貸長吉
- 太田雅子（梶芽衣子） : 旅芝居の女・お栄
- 杉江弘 : 代貸政五郎
- 柳瀬志郎 : 子分茂八
- 阿部尚之 ; 弟・圭太
- 神田隆 : 黒岩の金助
- 木島一郎 : 壷振り常吉
- 堺美紀子 : 女房・お福
- 中庸子 : 料理屋の女中
- 新克利 : 憲兵大尉・式村
- 野呂圭介 : 女形・歌之助
- 深江章喜 : 鹿倉の猪太郎
- 高品格 : 芝居の座頭・嘉平次
- 玉川伊佐男 : 代貸勘八

## スタッフ
- 監督 ： 舛田利雄
- 脚本 ： 松浦健郎、舛田利雄
- 企画 ： 高木雅行
- 音楽 ： 伊部晴美
- 撮影 :  萩原憲治
- 美術 : 横尾嘉良
- 編集 : 辻井正則